# براكيتس
بركتس (بالإنجليزية:  Brackets)‏ هو مفتوح المصدر محرر مكتوب في HTML، CSSو جافا سكريبت مع التركيز بشكل أساسي على تطوير الشبكة. تم إنشاؤه من قبل Adobe Systems, مرخص تحت رخصة MITحاليا الحفاظ على جيثب. Brackets (بين قوسين) متاحة عبر منصة تحميل على Mac، Windowsو Linux.

## الميزات
Brackets يوفر العديد من الميزات بما في ذلك:
- تحرير سريع
- سريعة مستندات
- المعاينة المباشرة
- JSLint
- LESS دعم  [8]
- المصدر المفتوح[9]
- التمدد

## تحرير سريع
تحرير سريع تمكن التحرير مضمنة CSS, Color, جافا سكريبت عناصر للمطورين. هذه المدمج في ميزة يمكن تطبيقها على وظائف متعددة أو خصائص في وقت واحد وجميع يتم تطبيق التحديثات مباشرة إلى ملف المرتبطة مع تغيير العناصر.

## المعاينة المباشرة
عندما ينقر كل البرمجية المتكررة في CSS/HTML متصفح الويب على الفور يظهر الإخراج المتصلة بهذه التعليمات البرمجية المتكررة في متصفح الويب. هذه الميزة هي توصف بأنها تعيش تسليط الضوء.
أيضا ميزة المعاينة المباشرة Brackets (بين قوسين) يدفع رمز التعديلات على الفور إلى المتصفح لتقديم تحديث صفحة ويب كما المطورين تعديل التعليمات البرمجية.Brackets (بين قوسين) يحتوي على Node.js الخلفية التي يتوقع ما لا كما المطور أنواع المدونة.

يعيش معاينة كود تغيير على المتصفح

اثنين من السيناريوهات إلى المعاينة المباشرة:

### وظائف
1. HTML & CSS تحديثات في الوقت الحقيقي (بدون شحن without reloading)
2. عنصر الضوء: عناصر مختارة في HTML وCSS الملفات يتم تسليط الضوء داخل المتصفح.

## امتداد Extensions
يجري بناؤها مع HTML، CSS، JavaScript, يمكن للمطورين بناء إضافات Brackets بين قوسين من خلال إنشاء ملحقات. هذه الإضافات يمكن العثور عليها وتثبيتها باستخدام المدمج في ملحق إدارة. امتداد يمكن أيضا أن تكون موجودة على الإنترنت عبر أقواس تمديد التسجيل.

## وصلات خارجية
- Brackets على موقع Open Hub (الإنجليزية)
- Brackets على موقع Free Software Directory (الإنجليزية)
- Brackets على موقع Framasoft (الفرنسية)
- الموقع الرسمي
- Brackets على غيت هاب